# Église de l'Annonciation d'Arzamas
L'église de l'Annonciation (Церковь Благовещения Пресвятой Богородицы) est une église orthodoxe de la ville d'Arzamas en Russie dépendant de l'éparchie de Nijni Novgorod dans l'oblast de Nijni Novgorod. C'est une église attribuée au monastère de la Transfiguration-du-Sauveur d'Arzamas.

## Histoire
L'église a &té fondée au XVIIe siècle et son édifice actuel date de 1775-1784.
Les autorités communistes locales la ferment en 1929, ses coupoles et son clocher sont démolis. Elle sert pour des besoins commerciaux. Elle est rendue à la communauté des fidèles en 2003 et commence à être restaurée. Le culte est rétabli en 2004.

## Architecture
L'église se présente comme un grand bâtiment en brique de deux étages de style baroque. Elle a quatre piliers, couronnés de cinq légers tambours octogonaux et possède une nef rectangulaire et un narthex avec un haut clocher. Elle ressemble au catholicon du monastère de Sarov.
L'église d'hiver (chauffée) se trouve au rez-de-chaussée (1774), l'église d'été au premier étage avec des autels secondaires dédiés à la Présentation et à saint Michel.